# Список правительства Хуана Переды, 1978
Дивизионный генерал Хуан Переда Асбун стал президентом в ходе переворота 21 июля 1978 года и 24 июля сформировал свой кабинет.
| Министерство / Дата                                 | 24.07.1978                           | 04.09.1978                        | 06.11.1978                          |
| --------------------------------------------------- | ------------------------------------ | --------------------------------- | ----------------------------------- |
| Министр иностранных дел и по делам религии          | Рикардо Анайя Арсе, РЛП              |                                   |                                     |
| Министр внутренних дел, миграции и юстиции          | Фаустино Рико Торо, военный          |                                   |                                     |
| Министр национальной обороны                        | Анхель Сальмон, военный              | Вальтер Кастро Авенданьо, военный |                                     |
| Министр планирования и координации                  | Рауль Лема Патиньо, НРД              |                                   | Рональд МакЛеан Абароа, независимый |
| Министр финансов                                    | Хорхе Тамайо Рамос, независимый      |                                   |                                     |
| Министр образования и культуры                      | Эрнандо Гарсиа Веспа, БСФ            |                                   | Умберто Кайоха Риарт, военный       |
| Министр транспорта, путей сообщения и авиации       | Альфредо Франко Гуачалья, НРД        |                                   | Фернандо Гильен Монхе, военный      |
| Министр труда и по делам профсоюзов                 | Хорхе Бургоа Аларкон, БРА            |                                   | Хосе Кирос Антегуера, военный       |
| Министр промышленности, торговли и туризма          | Эдвин Тапиа Фронтанилья, БНС         |                                   | Натальо Моралес Москера, военный    |
| Министр полезных ископаемых и металлургии           | Исмаэль Кастро Монтаньо, независимый |                                   | Хорхе Эчасу Агирре, военный         |
| Министр энергетики и нефтепродуктов                 | Хайме Ларрасабаль Л., независимый    |                                   | Давид Фкернандес Вискарра, военный  |
| Министр сельского хозяйства и по крестьянским делам | Гильермо Эскорбар Ури, военный       |                                   |                                     |
| Министр здравоохранения и социальной защиты         | Оскар Роман Вака, независимый        |                                   | Луис Курамото Медина, военный       |
| Министр городского строительства                    | Гастон Морейра Остриа, БСФ           |                                   | Лусио Аньес Ривера, военный         |
| Секретарь кабинета                                  | Гильермо Бильбао Ла Вьеха, БРБ       |                                   | Луис Фернандо Валье Кеведо, военный |

- НДД — Националистическое демократическое действие
- БСФ — Боливийская социалистическая фаланга
- РЛП — Революционная левая партия
- НРД — Националистическое революционное движение
- БНС — Баррьентистский национальный союз
- БРА — Баррьентистский революционный альянс
- БРБ — Баррьентистский революционный блок